# Trung tâm lịch sử Lviv
Phố Cổ Lviv (tiếng Ukraina: Старе Місто Львова, đã Latinh hoá: Stare Misto L’vova; tiếng Ba Lan: Stare Miasto we Lwowie) là trung tâm lịch sử của thành phố Lviv thuộc tỉnh Lviv, Ukraina. Nó được công nhận là Di tích Lịch sử - Kiến trúc cấp Nhà nước từ năm 1975.
Đến ngày 5 tháng 12 năm 1998, UNESCO đã công nhận trung tâm lịch sử của thành phố phố Lviv là di sản thế giới. Lviv là một hình mẫu nổi bật của sự hợp nhất các truyền thống kiến trúc nghệ thuật của Đông Âu với các truyền thống kiến trúc nghệ thuật của Ý và Đức. Đồng thời, vai trò chính trị và thương mại của Lviv đã thu hút một số nhóm sắc tộc với các truyền thống tôn giáo và văn hóa khác nhau, họ đã lập ra các cộng đồng riêng rẽ nhưng phụ thuộc lẫn nhau trong thành phố này, là bằng chứng có thể thấy rõ trong cảnh thành phố hiện đại
Khu vực trung tâm lịch sử thành phố Lviv có diện tích khoảng 120 hecta thời kỳ Nga cổ và một phần thời Trung Cổ, cũng như khu Nhà thờ chính tòa Thánh George nằm trên đồi. Vùng đệm của trung tâm lịch sử được xác định bởi ranh giới khu vực lịch sử rộng 3.000 hécta (7.400 mẫu Anh).

## Các công trình nổi bật
Bên cạnh các hạng mục được liệt kê của ba khu vực chính thì còn có khoảng 2.007 địa danh lịch sử khác trong khu vực Thành cổ, 214 trong số đó được coi là Danh thắng quốc gia.

### Pidzamche (Phụ cận lâu đài)
- Lâu đài Lớn và khu phố phụ cận là khu vực trung tâm ban đầu của thành phố bao gồm cả khu vực xung quanh Quảng trường Chợ. Lâu đài ngày nay chỉ còn là một tàn tích.
- Nhà thờ Thánh Nicôla là một nhà thờ gia đình của các vị vua Halychyna (Ruthenian)
- Nhà thờ Thánh Paraskeva nằm ở dưới chân Lâu đài Lớn được tái xây dựng vào năm 1623 bằng đá sa thạch.
- Tu viện và Nhà thờ Thánh Onuphrius là nơi chứa các tác phẩm nghệ thuật của Lazar Paslavsky và Modest Sosenko.
- Nhà thờ Thánh Gioan Baotixita ngày nay là Bảo tàng Thánh tích cổ Lviv là nơi dành cho người vợ Hungary của vua Leo I, Constance, là con gái của vua Béla IV của Hungary.
- Nhà thờ Đức Mẹ Xuống Tuyết là một nhà thờ thực dân Đức trong thành phố.

### Seredmistia (Thị trấn Trung Cổ)
- Quảng trường Chợ bao gồm cả khu vực trung tâm quảng trường và những ngôi nhà ở xung quanh chu vi của nó.
- Quần thể Nhà thờ Lễ Lên Trời của Mẹ Thiên Chúa, bên cạnh là nhà nguyện của Ba giám mục và tháp Korniakt.
- Nhà thờ chính toà Armenia, bên cạnh nhà thờ bao gồm một tháp chuông, một cột với tượng của Thánh Christopher, tòa nhà Armenia cũ, dinh tổng giám mục Armenia và tu viện dòng Biển Đức Armenia.
- Nhà thờ chính tòa Vương cung thánh đường Đức Mẹ Lên Trời, bên cạnh là nhà thờ chính tòa Đức Trinh Nữ, bao gồm cả nhà nguyện Boim và Kampian
- Nhà thờ dòng Bernardine nay là Nhà thờ Thánh Anrê bao gồm nhà thờ, tu viện, tháp chuông, nhà tròn, cột trang trí và các bức tường phòng thủ.
- Nhà thờ đồn trú Thánh Phêrô và Phaolô là một nhà thờ Baroque thế kỷ 17
- Nhà thờ Đa Minh, bên cạnh nhà thờ là tu viện và tháp chuông
- Các công sự của Lviv bao gồm Kho thuốc súng Lviv, tháp thuốc súng, các tháp thợ tiện và thợ bện dây, kho vũ khí Hoàng gia, một tháp phòng thủ của bức tường phòng thủ tầm thấp.
- Tòa nhà Công ty Bảo hiểm Dnister

### Dragonfighter (Nhà thờ Thánh Yura)
- Nhà thờ chính tòa Thánh George, bên cạnh là Cung điện Tổng giám mục Lviv, nhà tăng hội, tháp chuông và hàng rào hai cổng